# Kto, esli ne my
Kto, esli ne my (Кто, если не мы) è un film del 1998 diretto da Valerij Priёmychov.

## Trama
Due ragazzi hanno rapinato un negozio. Uno è stato mandato in prigione, l'altro deve essere mandato a scuola per la rieducazione.